# Claudia Rodrigues-Carvalho
Cláudia Rodrigues Ferreira de Carvalho é uma arqueóloga brasileira, professora adjunta do Setor de Antropologia Biológica do Departamento de Antropologia do Museu Nacional, museu no qual já exerceu o cargo de diretora.

## Biografia
Cláudia Rodrigues é doutora em saúde pública pela Escola Nacional de Saúde Pública Sérgio Arouca/Fundação Oswaldo Cruz, possui especialização em paleopatologia pela ENSP/FIOCRUZ e mestrado em saúde pública também pela mesma instituição.